# Charles du Bois
Charles Dubois ou Charles du Bois FRS (10 de setembro de 1658 (batizado) – 20 de outubro de 1740) foi um comerciante de tecidos e naturalista inglês que foi tesoureiro da Companhia das Índias Orientais. Ele se correspondeu com outros naturalistas, incluindo James Petiver, William Sherrard e Hans Sloane, e era famoso por manter um jardim com plantas das colônias britânicas. Ele foi fundamental na introdução do cultivo de arroz na América do Norte.

## Biografia
Dubois era filho de John Dubois (1622–1684) e Anne, filha de Charles Herle. A rica família huguenote estava no comércio de tecidos e seda e Charles herdou a casa de seu pai em Mitcham, Surrey, onde ele tinha um jardim cheio das mais novas espécies exóticas da época em curso de introdução. A família administrava um negócio em St Mary Aldermanbury. John Dubois estava envolvido na política de Londres e representava os Whigs. Em 1681, ele estava no Comitê da Companhia das Índias Orientais. Um filho que também era conhecido como John Dubois tornou-se caixa-geral da Companhia das Índias Orientais em 30 de setembro de 1697. Dubois tornou-se caixa-geral da Companhia das Índias Orientais em 27 de outubro de 1702 após a morte de seu meio-irmão, John Dubois, o mais jovem. Em 1730, Charles Dubois e seu sobrinho Waldo Dubois foram implicados em um escândalo financeiro envolvendo algumas remessas de carga e contas falsas. Em 1734, ele e um funcionário chamado Tullidge foram implicados em perdas monetárias decorrentes da aceitação de notas de segurança em vez de dinheiro de comerciantes. No que diz respeito à botânica, ele parece ter sido principalmente um patrono e não um trabalhador; assim, ele aparece como um dos doze assinantes ingleses da Nova Genera de Micheli, 1728. Seu nome, no entanto, ocorre como tendo contribuído com observações para a terceira edição da Synopsis de John Ray, 1724. Muitas das plantas em sua coleção foram adquiridas por seu meio-irmão Daniel du Bois, enquanto outras vieram de correspondentes como Edward Bulkley em Madras. Suas plantas secas ocupam setenta e quatro volumes de fólio, sendo  o número total de espécimes de cerca de treze mil, e estão em excelente preservação; elas fazem parte do herbário do Jardim Botânico de Oxford. Dubois também colecionou conchas, fósseis e moedas. Ele também fez anotações sobre insetos. Dubois obteve sementes de arroz da Índia, que foram introduzidas na Carolina do Sul Britânica em 1766 por meio de Thomas Marsh.